# Будівля Офісу Президента України
Буді́вля Офісу Президе́нта Украї́ни — споруда, розташована на вул. Банковій, 11. Зведена у 1936—1939 роках на фундаменті будівлі 1870-х років. У будівлі розміщується Офіс Президента України, початково установа створена Леонідом Кравчуком 13 грудня 1991 (указ № 6/1991) як Адміністрація Президента України.

## Історія
Першу будівлю на Банковій вулиці за проєктом київського архітектора Олександра Шіле звели в 70-х роках XIX століття.
У різні роки тут працювали відомі воєначальники. До революції 1917 року — генерали Російської імперії Михайло Алєксєєв, Михайло Драгомиров, Володимир Сухомлинов. У 1918 році тут розміщувався Генеральний штаб армії Української Народної Республіки, за часів державності гетьмана П. Скоропадського — Генштаб армії Української Держави. Серед штабних працівників були визначні українські воєначальники — командувач армії УНР генерал-хорунжий Василь Тютюнник, генерал-хорунжий Марко Безручко, полковник Євген Мешківський.
Сучасну будівлю звели на фундаменті споруди ХІХ сторіччя. У радянську добу тут працювали Олександр Єгоров, Йона Якір, Василь Блюхер, Георгій Жуков, Микола Ватутін. Під час нацистської окупації Києва на Банковій, 11 розташовувався Київський генералкомісаріат. Після Другої світової війни в будівлі на Банковій розміщувався Центральний комітет Компартії України. Саме тут були кабінети перших секретарів ЦК КПУ Микити Хрущова, Леоніда Мельникова, Олексія Кириченка, Миколи Підгорного, Петра Шелеста, Володимира Щербицького.

## Архітектура будівлі

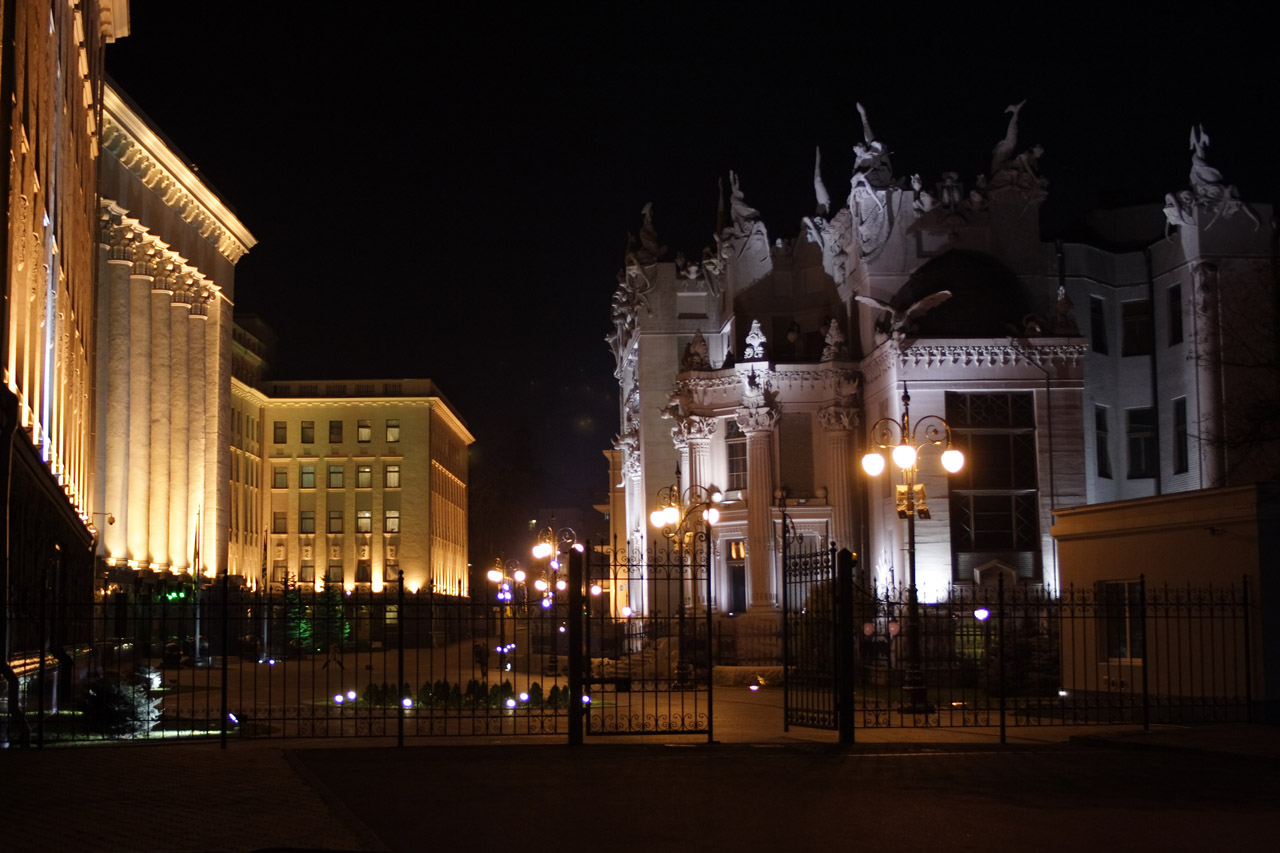
Будівля Офісу Президента України з нічним освітленням.

Сучасну будівлю звели напередодні Другої світової війни в 1936—1939 роках для штабу Київського особливого військового округу. Автор проекту — архітектор Сергій Григор'єв. Його помічником був архітектор-академік Борис Жежерін, який одночасно був автором споруди палацу-санаторію «Конча-Заспа» й головного павільйону Національного експоцентру України.
На збереженому фундаменті симетричних корпусів ХІХ сторіччя добудували нові стіни й оформили будинок як реконструйовану споруду. Новий будинок одержав видовжені крила, а в центрі композиції — масивний ризаліт зі вставною колонадою великого корінфського ордера. Владну монументальність будинку підкреслено важким антаблементом, обличкуванням цоколя полірованим лабрадоритом, сірим тинькуванням «під шубу». Додали величі й чотири поліровані кам'яні кулі, що фланкують портал парадного входу. Зодчий настільки точно розрахував усі деталі, що величезний будинок, незважаючи на розташування на вузькій вулиці, не тільки не розчавив довкілля, а й добре проглядається з усіх точок: з Інститутської та Лютеранської, з сусідньої площі ім. Франка та з далекого Михайлівського майдану.
Приміщення побудоване в стилі «Урочистого сталінського комуністично-радянського монументалістського ампіру з давньо-римською стилізацією», який був покликаний символізувати велич, могутність і вічність комуністичного режиму. За іншими джерелами в стилі будинку поєднано елементи класичного стилю й українського бароко.
На внутрішньому подвір'ї розміщені їдальня, пральня, хімчистка, друкарня, приміщення ДУСу тощо.
За станом на початок ХХІ сторіччя будівля вимагає повного капітального ремонту.

## Екскурсії
Щосуботи проводяться екскурсії «На Банковій». Відвідувачі мають змогу оглянути другий поверх Офісу Президента, «Будинок із химерами» й «Будинок невтішної вдови» (Лютеранська, 23).